# 카로이 1세
카로이 1세(헝가리어: I. Károly, 슬로바키아어: Karol I. 카롤 1세, 크로아티아어: Karlo I. 카를로 1세, 1288년 ~ 1342년 7월 16일)는 헝가리와 크로아티아의 국왕(재위: 1301년 / 1308년 ~ 1342년)이다. 앙주 카로이 로베르트(헝가리어: Anjou Károly Róbert, 슬로바키아어: Karol Róbert 카롤 로베르트, 크로아티아어: Karlo Robert 카를로 로베르트)라고 부르기도 한다.

## 생애
카페 앙주가 출신인 앙주 마르텔 카로이(Anjou Martell Károly)의 아들로 태어났으며 나폴리 왕국의 군주였던 카를로 2세의 손자, 독일의 군주 루돌프 1세의 외손이기도 하다. 마르텔 카로이는 1290년 헝가리의 군주였던 라슬로 4세가 살해당한 뒤에 자신이 헝가리의 왕위 계승자임을 주장했고 언드라시 3세의 즉위를 인정하지 않았다. 1295년 마르텔 카로이가 사망하면서 카로이 로베르트는 교황 보니파시오 8세에 의해 헝가리의 왕위 계승자로 추대되었으며 1300년 8월에는 달마티아로 이주했다.
1301년 아르파드 왕조의 최후의 군주였던 언드라시 3세가 사망하자 에스테르곰으로 이주했고 에스테르곰 대주교를 역임하고 있던 비치케이 게르게이(Bicskei Gergely)로부터 왕관을 받으면서 헝가리의 군주로 즉위했음을 선언했다. 그렇지만 헝가리의 귀족들은 보헤미아와 폴란드의 왕으로 있던 바츨라프 2세의 아들인 벤첼(바츨라프 3세)을 헝가리의 군주로 추대했다.
1303년 5월 31일 로마 교황청은 카로이가 헝가리의 합법적인 군주임을 선언했다. 1305년 벤첼은 헝가리의 왕위를 바이에른 공국의 오토 3세 공작이었던 오토(Ottó)에게 양보했다.
1309년 6월 부더에서 헝가리의 군주로 즉위했지만 헝가리의 귀족들은 이를 인정하지 않았다. 1310년 8월 27일 세케슈페헤르바르에서 대관식을 치르면서 공식적인 헝가리의 군주로 즉위한 뒤부터 자신과 적대 관계에 있던 귀족들과의 전투를 일으켰다. 1312년 6월 15일 로즈고니(Rozgony, 현재의 슬로바키아 로자노프체(Rozhanovce)) 전투에서 차크 마테(Csák Máté) 영주, 어버(Aba) 가문을 물리치면서 자신의 지위를 확고히 했다.
헝가리의 군주로 즉위한 이후에는 법률을 재건하고 체제 회복에 주력했으며 의회는 정기적이 아닌 불규칙적으로 소집되었다. 또한 귀족의 권한을 제한하고 포상 제도를 실시하는 한편 국왕의 명령을 따르는 관리들에게는 성(城)과 영지 등을 주었다. 경제 정책에서는 순도가 높은 금화를 주조하면서 인플레이션을 극복했다.
카로이 1세는 헝가리의 영토 확장을 위해 노력했지만 헝가리는 발칸반도에서 점차 세력을 잃게 된다. 특히 왈라키아의 지배자였던 바사라브 1세(Basarab I)는 왈라키아에 대한 헝가리의 종주권에 저항하는 무장 반란을 일으켰다. 카로이 1세는 1330년 9월에 왈라키아에 군대를 파견하면서 왈라키아에서 일어난 무장 반란을 진압하려고 했지만 헝가리 군대는 1330년 11월 9일에 일어난 포사다 전투(Posada)에서 왈라키아 군대에게 패배하고 만다.
1335년에는 비셰그라드에서 폴란드의 카지미에시 3세 국왕, 보헤미아의 얀 국왕과 함께 2개월에 걸친 회의를 열었다. 이 회의는 헝가리와 폴란드가 합스부르크 가에 대항하는 동맹 관계를 수립하는 계기가 된다.
카로이 1세는 자신의 아들인 러요시(Lajos, 러요시 1세)가 헝가리 왕국과 나폴리 왕국을 하나의 국가로 통합하기를 원했지만 교황과 베네치아 공화국의 두려움으로 인해 좌절되고 만다. 1342년 7월 16일 비셰그라드에서 사망했으며 그의 시신은 세케슈페헤르바르에 매장되었다.

## 사진

카로이 1세의 문장
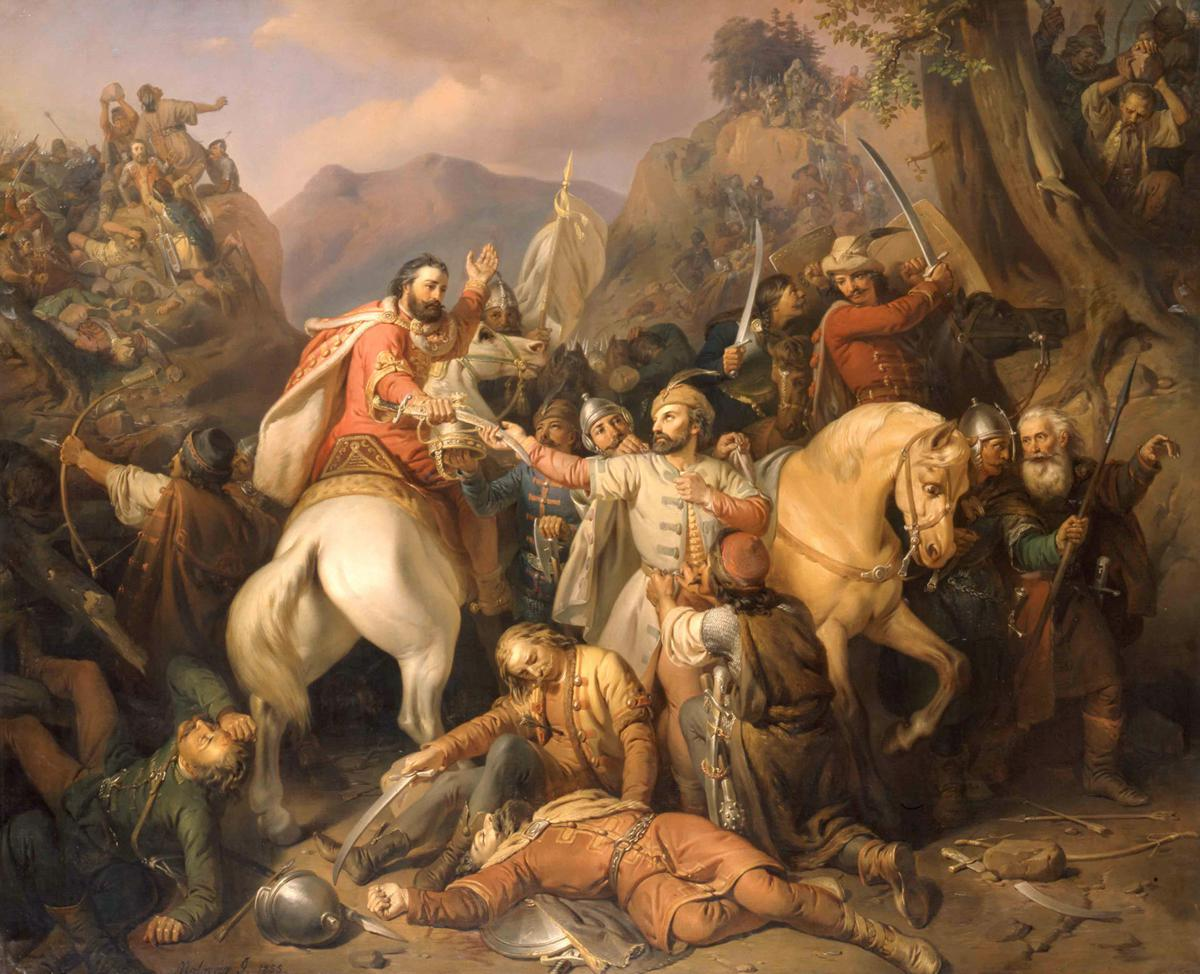
포사다 전투 과정에서 도망치고 있는 카로이 1세를 묘사한 그림
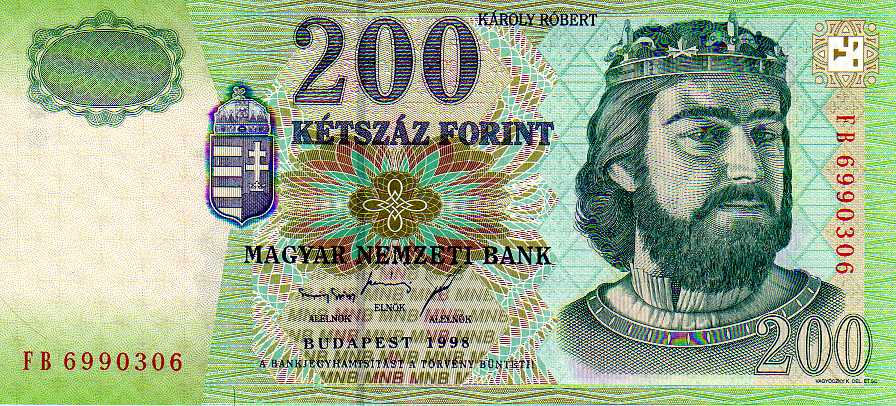
카로이 1세의 초상화가 그려진 헝가리 200 포린트 지폐